# 25877 Katherinexue
25877 Katherinexue è un asteroide della fascia principale. Scoperto nel 2000, presenta un'orbita caratterizzata da un semiasse maggiore pari a 2,4189056 UA e da un'eccentricità di 0,1150774, inclinata di 1,88055° rispetto all'eclittica.